# SMS Friedrich der Grosse (1911)
«Фридрих дер Гроссе» (нем. SMS Friedrich der Große) — второй корабль типа «Кайзер» германских линейных кораблей, принимавший участие в первой мировой войне. Назван в честь короля Пруссии Фридриха II Великого.
«Фридрих дер Гроссе» как и четыре других однотипных линкора участвовал во всех основных операциях Первой мировой войны, включая Ютландское сражение 31 мая — 1 июня 1916. Располагаясь в центре немецкой линии «Фридрих дер Гроссе» не был повреждён, как другие немецкие корабли, такие, как линкоры «Кёниг», «Гроссер Курфюрст» и линейные крейсера. «Фридрих дер Гроссе» вышел из сражения абсолютно невредимым. В 1917 в качестве флагмана Германского флота его заменил новый линкор «Баден».
После поражения Германии и подписания Перемирия в ноябре 1918 года «Фридрих дер Гроссе», как и большинство крупных боевых кораблей Флота Открытого моря, был интернирован британским Королевским флотом в Скапа-Флоу. Корабли были разоружены, их команды — сокращены. 21 июня 1919 года незадолго до подписания Версальского соглашения командующий интернированного флота контр-адмирал Людвиг фон Ройтер, отдал приказ о затоплении флота. «Фридрих дер Гроссе» был поднят в 1936 году и разобран на металл. Его колокол был возвращён в Германию в 1965 году и теперь расположен в Глюксбурге.

## Конструкция

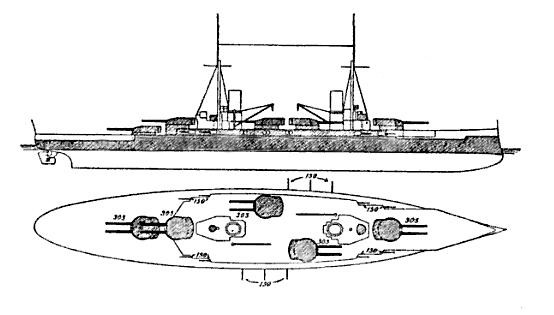
Схема линкора типа «Кайзер»

По своей конструкции дредноут «Фридрих дер Гроссе» представлял собой высокобортный корабль с удлинённым баком, пятью бронированными вращающимися башенными установками артиллерии главного калибра (из них три по ДП в оконечностях корабля и две ближе к бортам эшелонирование в районе миделя), двумя бронированными боевыми рубками, непрерывным нижним броневым поясом от кормовой поперечной броневой переборки до форштевня, верхним броневым поясом бронирования цитадели от кормового барбета до носового, бронированным казематом и бронированной палубой, расположенной выше и ниже КВЛ. Средняя артиллерия размещалась на палубу выше, чем у предшественников. Носовую и кормовую оконечность дополнительно защищала верхняя бронированная палуба.
Форма корпуса в основном повторяла форму корпуса типа «Гельголанд», но отличалась несколько большей длиной и более широким миделем. Подъём днища в носовой части был менее крутой, а у форштевня отсутствовал характерный таранный шпирон, что уже свидетельствовало о полном отказе от архаичной тактики таранного удара в бою.
В отличие от сплошной верхней палубы у типа «Гельголанд», был добавлен полубак. Он оканчивался у середины барбета кормовой линейно-возвышенной башенной установки, а дымовые трубы установили на большем расстоянии друг от друга.

### Энергетическая установка
Главная энергетическая установка дредноутов «Кайзер» состояла из трёх одинаковых независимых комплектов турбин На «Кайзере» — стояла машина типа Парсонс, вращавших три трёхлопастных винта диаметром 3,75 м.